# Suleiman Frangieh
Suleiman Kabalan Frangieh, o último nome também escrito como Frangié, Franjieh, or Franjiyeh, (15 de junho de 1910 - 23 de Julho de 1992) (árabe: سليمان فرنجية), foi presidente do Líbano de 1970 a 1976. Seu mandato presidencial viu o início da Guerra Civil Libanesa, que ocorreu entre 1975 a 1990.

## Histórico
Suleiman Kabalan Bey Frangieh nasceu em Ehden , Líbano em 15 de Junho de 1910. Foi o segundo filho de Kabalan Suleiman Frangieh e Lamia Raffoul de Ebjah. Foi educado no Colégio De La Safle em Trípoli , no Colégio São José em Zgharta e no Colégio Antoura em Kirswan. Casou-se com Iris Handaly (de origem Egípcia) com quem teve 5 filhos(3 meninas e 2 meninos).
A família Frangieh tinha uma longa e distinta história a serviço do Líbano e seu povo. O avô de Suleiman , Suleiman Frangieh (1847-1908) foi governador distrital. Seu pai , Kabalan foi eleito para o parlamento em 1929 . O irmão de Suleiman , Hamid também foi eleito para o parlamento de 1934 a 1957 até a enfermidade forçá-lo a abandonar a política. Suleiman foi eleito para o parlamento em 1960.
Em 1969 Suleiman saiu em campanha para a presidência pela plataforma de libaneses para a independência e soberania . Ele se opunha à presença de todas as milícias armadas no Líbano e propôs um novo Governo Nacional com o lema "Meu país está sempre certo" . Ele encorajou jovens libaneses a se interessarem pela política. Ele também favoreceu recrutamento com o significado de conseguir um Líbano mais forte.
Frangieh era ardente nacionalista e via com desdém pessoas que eram desleais a seu país. Um homem do povo, Suleiman sempre foi atento e simpatizante dos problemas da sociedade , freqüentemente sendo generoso com que necessitava. Em 17 de Agosto de 1970 , Frangieh foi eleito Presidente da república do Líbano. Sua eleição recebeu apoio da maioria da população libanesa que via nele um ícone da força nacionalista.

## Governo
Frangieh era altamente estimado como um homem de resoluções firmes e coragem frente às adversidades. Durante a posse , Frangieh declarou "O Líbano é para todos os libaneses, e deve manter-se unido. Devemos ter laços fortes com todos os países amigos especialmente os estados Árabes numa base de respeito mútuo para a independência e soberania."
Seus primeiros anos de trabalho mostraram o fim da corrupção nos departamentos de governo. Desenvolvimentos foram feitos nas áreas de saúde e educação. A economia libanesa mostrou um progresso marcante especialmente nas áreas de finanças e turismo. O Líbano se tornou a capital financeira do Oriente Médio e desfrutou de grande prosperidade. O padrão de vida dos libaneses cresceu dramaticamente.
Frangieh desenvolveu a economia promovendo o turismo patrocinado pelos bancos e encorajou as indústrias nacionais. Ele também estabeleceu o "Projeto verde" que previa o plantio de Árvores e a modernização de 151 cidades e vilas. A comunicação nacional e internacional foi desenvolvida e ampliada , e rodovias foram construídas entre as maiores cidades.
Em Fevereiro de 1971 , Frangieh introduziu o sistema nacional de saúde que fornecia assistência médica a todos os trabalhadores. Este sistema foi estendido aos estudantes universitários em 1972 . Os hospitais públicos foram melhorados , novos foram construídos e foi criada a primeira escola de enfermagem. Bancos de sangue foram montados e muitos programas de prevenção de doenças foram colocados em prática.
Frangieh estabeleceu mais Universidades e Colégios de ensino superior para adequar a educação ao desenvolvimento da população.
Na área da mídia , o Líbano foi o único país do oriente médio a acatar a Declaração internacional da mídia. A grande estação libanesa de notícias começou a funcionar , assim como o serviço de telefonia.
Frangieh aumentou a número de policiais e providenciou suporte financeiro para os serviços jurídicos. Ele também formou uma força de elite para controle de emergência nas maiores cidades. O exercito nacional foi reorganizado e seu armamento e técnicas foram desenvolvidos. Durante seus primeiros anos como presidente , Frangieh promoveu a paz , progresso e estabilidade para o povo libanês. Porém esta paz foi desfeita pelo fluxo de palestinos que se refugiaram da Jordânia no Líbano , após a derrota das forças palestinas pelo exercito da Jordânia em 1970 . Nenhum outro país Árabe aceitou os refugiados.
O número de palestinos cresceu exponencialmente no Líbano , muitos contrabandistas de armas vieram com eles. Com o tempo , os palestinos começaram a interferir com os interesses internos dos libaneses , e começaram a disparar ataques militares contra Israel a partir do sul do Líbano. Israel disparava rajadas de retaliação contra alvos palestinos no sul do Líbano.
Em 1973 , a influência palestina nos interesses libaneses aumentou drasticamente , o que dava a impressão de os palestinos estarem com a intenção de criara um "estado dentro do estado". O exército libanês se posicionou contra os palestinos , num esforço para restringir tais movimentos. Neste momento , a Síria fechou suas fronteiras com o Líbano. Eventualmente , a liga das nações árabes determinava ataques militares.
No mesmo ano , durante a guerra Árabe-Israelense , o Líbano posicionou-se ao lado dos países Árabes e forneceu importante ajuda logística para a Síria. Em consequência, as relações Sírio Libanesas se fortificaram e a Síria reabriu suas fronteiras ao Líbano. Em 1975 , uma reunião de cúpula foi feita entre o Presidente Frangieh e o Presidente da Síria Hafez El Assad , o primeiro encontro em 18 anos. O Presidente Frangieh trabalhava arduamente para manter a soberania e independência do Líbano.
Em 1974 , a liga Árabe escolheu o Presidente Frangieh para falar sobre a causa palestina nas Nações Unidas. No seu texto , o Presidente Frangieh clamou por uma solução pacífica para o problema palestino e por um fim justo e pacífico para os conflitos no Oriente Médio.
Em 1975 , o Presidente Frangieh encontrou-se com o secretário de estado Henry Kissinger em Shtoura, Líbano. Após isso Frangieh encontrou-se com Dean Brown . A solução americana para os problemas palestinos foi de rearranjar os libaneses cristãos em países de sua escolha ,e manter os palestinos no Líbano. O Presidente Frangieh rejeitou completamente o plano Americano declarando "Estamos prontos a defender nossa casa até a morte. Nunca deixaremos o Líbano".
Em 13 de abril de 1975 , a guerra estourou entre os libaneses e palestinos na área de Ain Al Ramena , em Beirute. O Presidente Frangieh viu a conspiração quebrar a lei e a ordem no Líbano e destruir a soberania e independência do povo libanês. Frangieh resistiu às ameaças e rapidamente combateu bravamente as forças que ameaçavam o Líbano e seu povo.
Em 1976 , numa tentativa de acabar com os conflitos , Frangieh anunciou um plano designado a satisfazer a oposição libanesa. Frangieh tentou manter a lei e a ordem mas foi frustrado por forças internas e externas. Essas forças tentavam forçar Frangieh a renunciar antes do fim de seu mandato a fim de criar uma crise constitucional. O palácio de Frangieh foi bombardeado , os conflitos armados aumentaram na tentativa de conseguir a renúncia. Mesmo contra uma esmagadora pressão , o Presidente Frangieh manteve-se no cargo , não por benefício próprio , mas para manter a legitimidade do governo evitando uma crise constitucional.

## Pós-Governo
Em Setembro de 1976 , Frangieh entregou o poder , de acordo com o previsto na constituição libanesa, ao presidente eleito Elias Sarkis. Mesmo assim , continuou a batalhar para restaurar a ordem , unidade e soberania libanesas. Se uniu à Frente Libanesa , uma organização política formada com o propósito de libertar o território ocupado e redistribuir os palestinos nos países Árabes.
Em 1977 , surgiram desavenças entre membros da Frente Libanesa devido a diferentes opiniões no que dizia respeito ao futuro do Líbano como um país livre e unido. Em 3 de maio de 1978 , Frangieh fez pública suas discórdias com a Frente Libanesa , acusando os membros de aceitarem documentos parlamentares que não davam garantias aos palestinos. Frangieh declarou que lutaria contra a divisão do Líbano. Encontrou-se com o Ministro Karami , seu principal oponente , o que resultou num acordo estabelecendo que os Cristãos e Muçulmanos do norte do Líbano formariam uma frente unida contra a divisão do Líbano.
Em 13 de agosto de 1978 , a milícia Kataeb atacou a cidade de Frangieh , Ehden , no norte do Líbano. Durante o ataque , o filho de Frangieh , Tony , ministro do governo libanês foi morto juntamente com sua esposa Vera , sua filha Jihan e outras 30 pessoas. Este ataque causou uma grande divisão na comunidade Cristã , o que ameaçava a sobrevivência dos cristãos no Líbano. A despeito de suas perdas pessoais, Frangieh recusou aceitar que a situação atingisse o ponto de causar um conflito militar entre os Cristãos. Frangieh nunca vacilou frente aos acontecimentos o que poderia causar divisão do Líbano e a presença dos palestinos no Líbano.
Em 24 de Fevereiro de 1981 , Frangieh anunciou uma solução baseada em unidade nacional , desarmamento e dissolução das milícias para permitir ao governo a garantia efetiva da soberania.
Em 1982 , Amin Gemayel foi eleito presidente do Líbano e iniciou um pacto com Israel em 17 de maio de 1983 , em que reconhecia Israel como um Estado . Frangieh opôs-se a esse tratado afirmando que isso ia contra a soberania libanesa.
Em 31 de Outubro de 1983 , Frangieh esteve na Conferência de Paz em Gênova , junto a outros líderes libaneses , para encontrar uma solução para os conflitos libaneses. Em 29 de Fevereiro de 1984 , Frangieh foi à Segunda conferência em Lausanne (Suíça) onde ele , inabalável, defendeu os poderes constitucionais do presidente e se opôs às interferências estrangeiras nos interesses internos dos libaneses. Em 1986 , Frangieh veementemente se opôs a um acordo , acertado na Síria , entre líderes das 3 maiores milícias libanesas, o Partido Socialista , as Forças Libanesas e Amal. Frangieh descreveu tal acordo como "natimorto" . A importância de Frangieh como diplomata cresceu o fim de seu mandato presidencial. Ele era freqüentemente visitado em seu palácio presidencial em Zgharta e Ehden por diplomatas estrangeiros e dignitários locais , para discutirem assuntos de importância nacional. Ele manteve-se respeitável por poupar os libaneses de intervenções estrangeiras.
Em 1988 , Frangieh foi escolhido pela segunda vez para a campanha à presidência do Líbano para restaurar de forma sustentada a paz no Líbano. A eleição foi cancelada e uma chance real de paz e unidade foram, provavelmente , perdidas. Até sua morte em 22 de julho de 1992 , Frangieh manteve-se como uma das mais poderosas e influentes figuras políticas . Suas realizações serão , por muito tempo , lembradas na História do Líbano , e sua influência em eventos libaneses serão lamentavelmente perdidas.